# Jelka Tratnik
Gabrijela »Jelka« Tratnik (poročena Bakarčič), slovenska atletinja in farmacevtka, * 20. april 1911, Praga, Avstro-Ogrska, † 19. december 1973, Ljubljana, Socialistična federativna republika Jugoslavija.
Jelka Tratnik je bila prva slovenska in jugoslovanska mednarodno uveljavljena atletinja, po končani športni karieri pa magistra farmacije.
Njen oče je bil slikar Fran Tratnik, mati Fanči Medic, rojena je bila v Pragi. Leta 1912 se je z družino preselila v Bilje pri Gorici, leta 1914 pa v Ljubljano. Športno kariero je začela leta 1925 pri SK Ilirija in že istega leta pri 14. letih postala jugoslovanska prvakinja v teku na 200 m, v skoku v daljino in štafeti 4 x 60 m. Šestkrat je postala slovenska prvakinja, v teku na 200 m, skoku v daljino in višino, metu diska in dvakrat v štafeti 4 x 60 m, dvanajstkrat pa jugoslovanska prvakinja, v teku na 200 m, trikrat v skoku v višino, dvakrat v skoku v daljino, v metu diska ter trikrat v štafeti 4 x 60 m in enkrat 4 x 100 m. Osemkrat je postavila slovenski rekord in sedemkrat jugoslovanskega. Šestkrat je nastopala za jugoslovansko reprezentanco in leta 1931 osvojila dve medalji na Olimpijadi gracioznosti, predhodnici Evropskega prvenstva v atletiki za ženske, kjer je osvojila srebrno medaljo v skoku v višino in bronasto v skoku v daljino. Leta 1930 je nastopila na 3. svetovnih ženskih igrah, prvih mednarodnih ženskih športnih tekmovanjih v atletiki, in osvojila šesto mesto v skoku v višino. Ob atletiki je pri SK Ilirija trenirala tudi hazeno, predhodnico rokometa, in zabeležila en nastop za državno reprezentanco.
Atletsko kariero je končala leta 1934 pri 23. letih zaradi zaključnih študijskih obveznosti. Iz farmacije je diplomirala leta 1936, se zaposlila v Lekarni Bakarčič in se poročila z Leonom Bakarčičem, prav tako magistrom farmacije. Leta 1939 se jima je rodila hči Alice, kasneje filmska igralka in politična analitičarka, leta 1941 pa sin Janez, kasneje ekonomist. Po drugi svetovni vojni se je zaposlila v Centralni lekarni Ljubljana, do upokojitve je delala v Lekarni Miklošič.